# Saison 2019-2020 du Bayer Leverkusen
Maillots
Chronologie
Saison précédente Saison suivante
La saison 2019-2020 est la 41e saison du Bayer Leverkusen consécutive en Bundesliga.

## Préparation d'avant-saison
La saison 2019-2020 du Bayer Leverkusen débute officiellement le samedi 6 juillet 2019.

## Transferts

### Transferts estivaux
| Nom                 | Nationalité | Poste             | Transfert          | Provenance/Destination | Division                           |
| ------------------- | ----------- | ----------------- | ------------------ | ---------------------- | ---------------------------------- |
| Arrivées            |             |                   |                    |                        |                                    |
| Tomasz Kucz (de)    | Pologne     | Gardien de but    | Retour de prêt     | Dunajská Streda        | Fortuna Liga                       |
| Niklas Lomb (de)    | Allemagne   | Gardien de but    | Retour de prêt     | SV Sandhausen          | 2. Bundesliga                      |
| Kerem Demirbay      | Allemagne   | Milieu            | Transfert (32 M€)  | TSG Hoffenheim         | Bundesliga                         |
| Moussa Diaby        | France      | Attaquant         | Transfert (15 M€)  | Paris Saint-Germain    | Ligue 1                            |
| Daley Sinkgraven    | Pays-Bas    | Défenseur         | Transfert (5 M€)   | Ajax Amsterdam         | Eredivisie                         |
| Départs             |             |                   |                    |                        |                                    |
| Isaac Kiese Thelin  | Suède       | Attaquant         | Retour de prêt     | RSC Anderlecht         | Division 1A                        |
| Tomasz Kucz (de)    | Pologne     | Gardien de but    | Transfert libre    | Agent libre            | -                                  |
| Julian Brandt       | Allemagne   | Milieu de terrain | Transfert (25 M€)  | Borussia Dortmund      | Bundesliga                         |
| Dominik Kohr        | Allemagne   | Milieu de terrain | Transfert (8,5 M€) | Eintracht Francfort    | Bundesliga                         |
| Thorsten Kirschbaum | Allemagne   | Gardien de but    | Transfert libre    | VVV Venlo              | Eredivisie                         |
| Sam Schreck (de)    | Allemagne   | Milieu de terrain | Transfert          | FC Groningue           | Eredivisie                         |
| Jan Boller (de)     | Allemagne   | Défenseur         | Transfert          | Linzer ASK             | Österreichische Fußball-Bundesliga |
| Tin Jedvaj          | Croatie     | Défenseur         | Prêt d'une saison  | FC Augsbourg           | Bundesliga                         |

### Transferts hivernaux
| Nom               | Nationalité  | Poste             | Transfert          | Provenance/Destination | Division         |
| ----------------- | ------------ | ----------------- | ------------------ | ---------------------- | ---------------- |
| Arrivées          |              |                   |                    |                        |                  |
| Exequiel Palacios | Argentine    | Milieu de terrain | Transfert (21,5 M) | River Plate            | Primera División |
| Edmond Tapsoba    | Burkina Faso | Défenseur         | Transfert          | Vitória Guimarães      | Liga NOS         |
| Départs           |              |                   |                    |                        |                  |
| Joel Pohjanpalo   | Finlande     | Attaquant         | Prêt               | Hambourg SV            | 2. Bundesliga    |
| Panayiótis Rétsos | Grèce        | Défenseur         | Prêt               | Sheffield United       | Premier League   |

## Compétitions
| Bundesliga          | Coupe d'Allemagne                     | Ligue des champions | Ligue Europa                           |
| ------------------- | ------------------------------------- | ------------------- | -------------------------------------- |
| Cinquième 63 points | Finaliste face au Bayern Munich (2-4) | Phase de groupes    | Quart de finale contre Inter Milan 1-2 |
| 19V 6N 9D           | 5V 0N 1D                              | 2V 0N 4D            | 4V 0N 1D                               |
| TOTAL: 30V 6N 15D   |                                       |                     |                                        |

### Championnat

#### Journées 1 à 5
Pour son premier match de la saison, le Bayer Leverkusen affronte le SC Paderborn tout juste revenu dans l'élite du football allemand, les hommes de Peter Bosz commence fort en inscrivant un but après seulement 10 minutes de jeux, il encaisse un but à la 15e minute avant de reprendre l'avantage quatre minutes plus tard, mais défensivement fragiles, ils encaisseront un autre but et reprendront l'avantage à la 69e minute pour s'imposer 3 buts à 2. Contre Düsseldorf, le Bayer enchaîne en profitant de sa supériorité en première mi-temps, notamment grâce à un but contre son camp de Lewis Baker dès la 6e minute avant de terminer le travail avant la pause.

#### Classement
| Rang | Équipe                   | Pts | J  | G  | N  | P  | Bp | Bc | Diff | Qualification ou relégation                                             |
| ---- | ------------------------ | --- | -- | -- | -- | -- | -- | -- | ---- | ----------------------------------------------------------------------- |
| 3    | RB Leipzig               | 66  | 34 | 18 | 12 | 4  | 81 | 37 | +44  | Qualification pour la phase de groupes de la Ligue des champions        |
| 4    | Borussia Mönchengladbach | 65  | 34 | 20 | 5  | 9  | 66 | 40 | +26  | Qualification pour la phase de groupes de la Ligue des champions        |
| 5    | Bayer 04 Leverkusen      | 63  | 34 | 19 | 6  | 9  | 61 | 44 | +17  | Qualification pour la phase de groupes de la Ligue Europa               |
| 6    | TSG 1899 Hoffenheim      | 52  | 34 | 15 | 7  | 12 | 53 | 53 | 0    | Qualification pour la phase de groupes de la Ligue Europa               |
| 7    | VfL Wolfsburg            | 49  | 34 | 13 | 10 | 11 | 48 | 46 | +2   | Qualification pour le deuxième tour de qualification de la Ligue Europa |

1. 1 2  Depuis que le vainqueur de la DFB-Pokal, Bayern Munich qualifie pour la Ligue des Champions grâce à la position en championnat, la phase des groupes de Ligue Europa est passé à la sixième place et le deuxième tour de qualification de la Ligue Europa est passé à la septième place.

#### Évolution du classement et des résultats
| Journée  | 1  | 2  | 3  | 4  | 5  | 6  | 7  | 8  | 9  | 10  | 11 | 12 | 13 | 14 | 15 | 16 | 17 | 18 | 19 | 20 | 21 | 22 | 23 | 24 | 25 | 26 | 27 | 28 | 29 | 31 | 30 | 32 | 33 | 34 | Journées en tête |
| -------- | -- | -- | -- | -- | -- | -- | -- | -- | -- | --- | -- | -- | -- | -- | -- | -- | -- | -- | -- | -- | -- | -- | -- | -- | -- | -- | -- | -- | -- | -- | -- | -- | -- | -- | ---------------- |
| Résultat | V  | V  | N  | D  | V  | V  | N  | D  | N  | D   | V  | N  | V  | V  | D  | D  | V  | V  | V  | D  | V  | V  | V  | N  | V  | V  | V  | D  | V  | D  | N  | V  | D  | V  | —                |
| Rang     | 5e | 5e | 4e | 7e | 7e | 6e | 7e | 9e | 8e | 10e | 8e | 9e | 7e | 6e | 7e | 7e | 6e | 6e | 5e | 5e | 5e | 5e | 5e | 5e | 5e | 5e | 4e | 5e | 5e | 5e | 4e | 4e | 5e | 5e | 0                |

### Coupe d'Europe

#### Ligue des Champions
| Rang | Équipe             | Pts | J | G | N | P | Bp | Bc | Diff |  | Résultats (▼ dom., ► ext.) |     |     |     |     |
| ---- | ------------------ | --- | - | - | - | - | -- | -- | ---- |  | -------------------------- | --- | --- | --- | --- |
| 1    | Juventus FC        | 16  | 6 | 5 | 1 | 0 | 12 | 4  | +8   |  | Juventus FC                |     | 1-0 | 3-0 | 2-1 |
| 2    | Atlético de Madrid | 10  | 6 | 3 | 1 | 2 | 8  | 5  | +3   |  | Atlético de Madrid         | 2-2 |     | 1-0 | 2-0 |
| 3    | Bayer Leverkusen   | 6   | 6 | 2 | 0 | 4 | 5  | 9  | -4   |  | Bayer Leverkusen           | 0-2 | 2-1 |     | 1-2 |
| 4    | Lokomotiv Moscou   | 3   | 6 | 1 | 0 | 5 | 4  | 11 | -7   |  | Lokomotiv Moscou           | 1-2 | 0-2 | 0-2 |     |

## Statistiques

### Statistiques collectives
| Compétition         | Débute au tour      | Termine          | Matches joués | Gagnés | Nuls | Perdus | Buts pour | Buts contre | Différence |
| ------------------- | ------------------- | ---------------- | ------------- | ------ | ---- | ------ | --------- | ----------- | ---------- |
| Bundesliga          | -                   | -                | 34            | 19     | 6    | 9      | 61        | 44          | +17        |
| Coupe d'Allemagne   | Premier tour        | Final            | 6             | 5      | 0    | 1      | 15        | 7           | +8         |
| Ligue des champions | Phase de groupes    | Phase de groupes | 6             | 2      | 0    | 4      | 5         | 9           | -4         |
| Ligue Europa        | Seizièmes de finale | Quart de finale  | 4             | 4      | 0    | 1      | 10        | 5           | +5         |
| Total               | -                   | -                | 51            | 30     | 6    | 15     | 91        | 65          | +26        |

### Statistiques individuelles
(Mis à jour le 18 janvier 2020)
| Numéro | Nat. | Nom            | Championnat | Championnat | Championnat    | Championnat | Championnat  | Coupe d'Allemagne | Coupe d'Allemagne | Coupe d'Allemagne | Coupe d'Allemagne | Coupe d'Allemagne | Ligue des Champions | Ligue des Champions | Ligue des Champions | Ligue des Champions | Ligue des Champions | Ligue Europa | Ligue Europa | Ligue Europa   | Ligue Europa | Ligue Europa | Total | Total       | Total          | Total  | Total        |
| Numéro | Nat. | Nom            | M.j.        | But inscrit | Passe décisive | Averti      | Carton rouge | M.j.              | But inscrit       | Passe décisive    | Averti            | Carton rouge      | M.j.                | But inscrit         | Passe décisive      | Averti              | Carton rouge        | M.j.         | But inscrit  | Passe décisive | Averti       | Carton rouge | M.j.  | But inscrit | Passe décisive | Averti | Carton rouge |
| ------ | ---- | -------------- | ----------- | ----------- | -------------- | ----------- | ------------ | ----------------- | ----------------- | ----------------- | ----------------- | ----------------- | ------------------- | ------------------- | ------------------- | ------------------- | ------------------- | ------------ | ------------ | -------------- | ------------ | ------------ | ----- | ----------- | -------------- | ------ | ------------ |
| 1      |      | Hrádecký       | 18          | 0           | 1              | 0           | 0            | 1                 | 0                 | 0                 | 0                 | 0                 | 6                   | 0                   | 0                   | 0                   | 0                   | 0            | 0            | 0              | 0            | 0            | 25    | 0           | 1              | 0      | 0            |
| 3      |      | Rétsos         | 3           | 0           | 0              | 0           | 0            | 1                 | 0                 | 0                 | 0                 | 0                 | 2                   | 0                   | 0                   | 0                   | 0                   | 0            | 0            | 0              | 0            | 0            | 6     | 0           | 0              | 0      | 0            |
| 4      |      | Tah            | 14          | 0           | 3              | 1           | 0            | 2                 | 0                 | 0                 | 0                 | 0                 | 5                   | 0                   | 0                   | 1                   | 0                   | 0            | 0            | 0              | 0            | 0            | 21    | 0           | 3              | 2      | 0            |
| 5      |      | S.Bender       | 17          | 0           | 1              | 0           | 0            | 1                 | 1                 | 0                 | 0                 | 0                 | 6                   | 1                   | 0                   | 0                   | 0                   | 0            | 0            | 0              | 0            | 0            | 24    | 1           | 1              | 0      | 0            |
| 6      |      | Dragović       | 8           | 0           | 3              | 1           | 0            | 2                 | 0                 | 0                 | 0                 | 0                 | 3                   | 0                   | 0                   | 1                   | 0                   | 0            | 0            | 0              | 0            | 0            | 13    | 0           | 3              | 1      | 0            |
| 7      |      | Paulinho       | 6           | 1           | 0              | 1           | 0            | 1                 | 0                 | 0                 | 0                 | 0                 | 2                   | 0                   | 0                   | 0                   | 0                   | 0            | 0            | 0              | 0            | 0            | 9     | 1           | 0              | 1      | 0            |
| 8      |      | L.Bender       | 14          | 0           | 0              | 1           | 0            | 1                 | 0                 | 0                 | 0                 | 0                 | 4                   | 0                   | 0                   | 0                   | 0                   | 0            | 0            | 0              | 0            | 0            | 19    | 0           | 0              | 1      | 0            |
| 9      |      | Bailey         | 8           | 3           | 0              | 1           | 2            | 1                 | 1                 | 0                 | 0                 | 0                 | 3                   | 0                   | 0                   | 0                   | 0                   | 0            | 0            | 0              | 0            | 0            | 12    | 4           | 0              | 1      | 2            |
| 10     |      | Demirbay       | 13          | 0           | 1              | 0           | 0            | 2                 | 0                 | 0                 | 0                 | 0                 | 5                   | 0                   | 0                   | 0                   | 0                   | 0            | 0            | 0              | 0            | 0            | 20    | 0           | 1              | 0      | 0            |
| 11     |      | Amiri          | 17          | 0           | 1              | 1           | 0            | 2                 | 0                 | 1                 | 0                 | 0                 | 4                   | 0                   | 0                   | 0                   | 1                   | 1            | 0            | 0              | 0            | 0            | 23    | 0           | 1              | 1      | 1            |
| 13     |      | Alario         | 14          | 5           | 0              | 3           | 0            | 1                 | 1                 | 0                 | 0                 | 0                 | 5                   | 0                   | 0                   | 0                   | 0                   | 1            | 0            | 0              | 0            | 0            | 20    | 6           | 0              | 3      | 0            |
| 15     |      | Baumgartlinger | 14          | 0           | 1              | 2           | 0            | 2                 | 0                 | 0                 | 0                 | 0                 | 6                   | 0                   | 0                   | 1                   | 0                   | 0            | 0            | 0              | 0            | 0            | 22    | 0           | 1              | 2      | 0            |
| 17     |      | Pohjanpalo     | 1           | 0           | 0              | 0           | 0            | 0                 | 0                 | 0                 | 0                 | 0                 | 0                   | 0                   | 0                   | 0                   | 0                   | 0            | 0            | 0              | 0            | 0            | 1     | 0           | 0              | 0      | 0            |
| 18     |      | Wendell        | 15          | 0           | 2              | 4           | 1            | 1                 | 0                 | 0                 | 0                 | 0                 | 4                   | 0                   | 0                   | 1                   | 0                   | 0            | 0            | 0              | 0            | 0            | 20    | 0           | 2              | 5      | 1            |
| 19     |      | Diaby          | 12          | 1           | 1              | 0           | 0            | 1                 | 0                 | 0                 | 0                 | 0                 | 2                   | 0                   | 0                   | 0                   | 0                   | 0            | 0            | 0              | 0            | 0            | 15    | 1           | 1              | 0      | 0            |
| 20     |      | Aránguiz       | 15          | 1           | 2              | 1           | 0            | 1                 | 0                 | 0                 | 0                 | 0                 | 5                   | 0                   | 1                   | 2                   | 0                   | 0            | 0            | 0              | 0            | 0            | 21    | 1           | 3              | 3      | 0            |
| 22     |      | Sinkgraven     | 5           | 0           | 0              | 1           | 0            | 0                 | 0                 | 0                 | 0                 | 0                 | 2                   | 0                   | 0                   | 0                   | 0                   | 0            | 0            | 0              | 0            | 0            | 7     | 0           | 0              | 1      | 0            |
| 23     |      | Weiser         | 9           | 0           | 0              | 1           | 0            | 1                 | 0                 | 0                 | 1                 | 0                 | 3                   | 0                   | 0                   | 1                   | 0                   | 0            | 0            | 0              | 0            | 0            | 13    | 0           | 0              | 3      | 0            |
| 28     |      | Özcan          | 0           | 0           | 0              | 0           | 0            | 1                 | 0                 | 0                 | 0                 | 0                 | 0                   | 0                   | 0                   | 0                   | 0                   | 0            | 0            | 0              | 0            | 0            | 1     | 0           | 0              | 0      | 0            |
| 29     |      | Havertz        | 15          | 2           | 1              | 2           | 0            | 2                 | 1                 | 0                 | 0                 | 0                 | 5                   | 0                   | 0                   | 0                   | 0                   | 0            | 0            | 0              | 0            | 0            | 22    | 3           | 1              | 2      | 0            |
| 31     |      | Volland        | 18          | 5           | 3              | 2           | 0            | 2                 | 1                 | 0                 | 0                 | 0                 | 5                   | 1                   | 0                   | 0                   | 0                   | 0            | 0            | 0              | 0            | 0            | 25    | 7           | 3              | 2      | 0            |
| 35     |      | Stanilewicz    | 0           | 0           | 0              | 0           | 0            | 0                 | 0                 | 0                 | 0                 | 0                 | 0                   | 0                   | 0                   | 0                   | 0                   | 0            | 0            | 0              | 0            | 0            | 0     | 0           | 0              | 0      | 0            |
| 36     |      | Lomb           | 0           | 0           | 0              | 0           | 0            | 0                 | 0                 | 0                 | 0                 | 0                 | 0                   | 0                   | 0                   | 0                   | 0                   | 0            | 0            | 0              | 0            | 0            | 0     | 0           | 0              | 0      | 0            |
| 38     |      | Bellarabi      | 15          | 0           | 1              | 1           | 0            | 2                 | 2                 | 0                 | 0                 | 0                 | 5                   | 0                   | 1                   | 2                   | 0                   | 0            | 0            | 0              | 0            | 0            | 22    | 2           | 2              | 3      | 0            |